# Princípio de Planck
Na sociologia do conhecimento científico, o Princípio de Planck é a visão de que as mudanças de paradigma científico não ocorrem porque cientistas individuais mudam de ideia, mas sim porque sucessivas gerações de cientistas têm pontos de vista diferentes.

## Formulação
Tal foi a formulação de Max Planck:
| “ | Uma nova verdade científica num triunfa convencendo seus oponentes e fazendo eles verem a luz, mas sim porque os oponentes acabam morrendo e uma nova geração cresce já acostumada com ela... Uma inovação científica importante raramente se firma ganhando aos poucos e convertendo seus oponentes: é raro acontecer de Saulo virar Paulo. O que acontece é que os oponentes vão morrendo aos poucos, e a nova geração já vai se familiarizando com as ideias desde o começo: mais um caso de que o futuro tá com a juventude. | ” |
|   | — Max Planck, Scientific autobiography, 1950, p. 33, 97. |   |

Coloquialmente, isso é parafraseado como "A ciência avança de funeral em funeral".

## Adoção
A citação de Planck foi usada por Thomas Kuhn, Paul Feyerabend, Moran Cerf e outros para argumentar que as revoluções científicas são não-racionais, em vez de se espalharem através da "mera força da verdade e dos fatos".
Eric Hoffer, o filósofo-estivador, cita o Princípio de Planck em apoio às suas opiniões sobre mudanças sociais drásticas e a natureza dos movimentos de massa. De acordo com o diário de Hoffer, de 20 de maio de 1959, a navegação bem-sucedida em mudanças drásticas requer "dotação... de uma nova identidade e um sentimento de renascimento", como foi o caso de Moisés e do Êxodo. Somente depois de quarenta anos no deserto Moisés pôde transformar os escravos hebreus em homens livres, ou seja, uma nova geração:
| “ | Moisés descobriu que nenhuma migração, nenhum drama, nenhum espetáculo, nenhum mito e nenhum milagre poderiam transformar escravos em homens livres. Isso não pode ser feito. Então ele conduziu os escravos de volta ao deserto e esperou quarenta anos até que a geração escrava morresse e uma nova geração, nascida e criada no deserto, estivesse pronta para entrar na terra prometida. Todos os líderes revolucionários, embora preguem fervorosamente a mudança, sabem que as pessoas não podem mudar. Ao contrário de Moisés, eles não têm deserto nem paciência para esperar quarenta anos. Daí os expurgos e o terror para se livrar da geração adulta. É interessante que mesmo no mundo objetivo da ciência a mente do homem não seja mais maleável do que no mundo da vida cotidiana, preso ao hábito. Max Planck sustentou que uma nova verdade científica não triunfa por convencer seus oponentes, mas porque seus oponentes eventualmente morre, e cresce uma nova geração que está familiarizada com isso. Aqui, também, você precisa de quarenta anos no deserto. | ” |
|   | — Eric Hoffer, The Ordeal of Change (1963). |   |

## Crítica
Se a idade influencia a prontidão para aceitar novas ideias é algo que tem sido criticado empiricamente. No caso da aceitação da evolução nos anos posteriores à Origem das Espécies de Darwin, a idade era um fator menor. Numa escala mais especializada, também foi um fator fraco na aceitação da cliometria. Um estudo sobre quando diferentes geólogos aceitaram as placas tectônicas descobriu que os cientistas mais velhos, na verdade, a adotaram mais cedo do que os cientistas mais jovens. No entanto, um estudo mais recente sobre investigadores das ciências da vida concluiu que, após a morte de investigadores proeminentes, as publicações dos seus colaboradores diminuíram rapidamente, enquanto a atividade dos não-colaboradores e o número de novos investigadores que entravam na sua área aumentaram.